# Heterosmilax seisuiensis
Heterosmilax seisuiensis är en enhjärtbladig växtart som först beskrevs av Bunzo Hayata, och fick sitt nu gällande namn av Fa Tsuan Wang och Tang. Heterosmilax seisuiensis ingår i släktet Heterosmilax och familjen Smilacaceae.
Artens utbredningsområde är Taiwan. Inga underarter finns listade.